# クリッパートン島事件

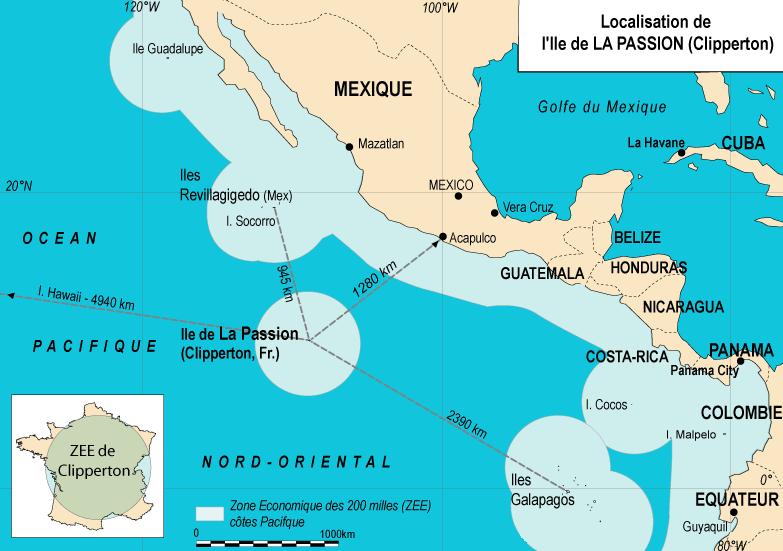
クリッパートン島の位置

クリッパートン島事件（クリッパートンとうじけん、英:Clipperton Island Case）とは、太平洋のメキシコ沖に浮かぶ絶海の孤島で無人島であるクリッパートン島の領有権をめぐる紛争を解決した国際仲裁裁判である。無人島の先占と実効支配が領有権確定の決め手となった。国際法の慣例の一つである。

## 事件の背景
クリッパートン島を発見した記録の最古のものは1521年である。1705年にイギリス人のジョン・クリッパートン(John Clipperton)が上陸し、彼の名がつけられたが、イギリスは領有権を主張しなかった。その後フランス人も発見したが領有権を主張しなかった。また1836年にスペイン海軍も同島を発見したが、特に実効支配を行わなかった。
1858年4月8日にフランスは同島のグアノ（肥料の原料になる）採掘許可を認め、同年11月17日にフランス海軍の士官が同島沖でフランスの領有宣言を行ったが、国旗などフランスの主権を示すものは置かなかった。この士官はハワイ王国（現在のハワイ州）のホノルルにあるフランス領事館とハワイ王国政府に対し領有を宣言したことを報告し、このことは地元英字新聞の1858年12月8日紙面に掲載されたが、フランスは同島に対する主権的行使を1887年までしなかったが、周辺諸国も同様であった。
1897年、フランス海軍の艦艇は同島でグアノを採掘している3人を発見した。この3人はアメリカ合衆国の民間企業に雇用されており、アメリカの星条旗を掲揚していた為、フランス政府はアメリカ合衆国政府に抗議したところ、1898年1月28日に、アメリカ政府は、この企業にグアノ採掘の許可を与えておらず、アメリカは領有権を主張する意思はないと回答した。この回答の直前、米仏の交渉の最中にイギリスが同島を獲得しようとしているとの誤報を信じたメキシコは、軍艦を同島に派遣し、前述の3人を見つけ出し、星条旗を降ろさせメキシコ国旗を掲揚させた。これはメキシコは同海域を自国に帰属するものと考えていたためである。なおメキシコはスペインから独立している。

## 仲裁裁判
この行為に対しフランスはメキシコに1898年1月8日に「クリッパートン島はフランス領である」と抗議した。両国政府は国際紛争解決のため、第三国のイタリア国王ヴィットーリオ・エマヌエーレ3世を単独仲裁人とする仲裁裁判に付託する条約を調印し、1911年5月9日に発効された。イタリア国王による判決は1931年1月28日に下されたが、その主旨は「1858年11月17日からフランスに帰属する」というもので、フランス勝訴の判決であった。

## 判決の主旨
メキシコはクリッパートン島はスペインが発見したパッシオン島もしくはメダスノ島と同一であり、ローマ法王アレクサンデル6世の勅書によりスペインに帰属したのち1836年以降はメキシコが継承したと主張していた。この主張に対し判決は、このスペイン人が発見した島と同一であるとする証明はないとして、仮に同一であっても「スペインは編入する権利を持つだけでなく、その権利を実効的に行使したことを証明する必要がある」としたうえ、メキシコが提出した「証拠」の地図は公的に製作されたものとは確認できないとして退けた。またメキシコが同島に対する自国主権の行使は1897年であり、歴史的権利をメキシコが有していたと証明できない。
一方、フランスは1858年に領有する意思を明確に示しており、たとえ主権の表示をのこさず離島しても、布告・通告・公布・新聞による公表で領有は成立している。よってフランスは先住民が存在しない無主地を先占したものであり、占有の実行が完成している。またフランスが主権的行使をしなかったため同島の権利を遺棄し失ったというメキシコの主張については、権利を放棄する意思を持っていないため、認定できないとした。
また欧州列強による領有宣言を列強諸国に通達することを義務つけた1885年のベルリン議定書35条違反であり同島の領有は無効というメキシコの主張については、領有宣言が同議定書締結以前であるうえ、同議定書はアフリカ大陸対象であり、メキシコは非締結国でありこの義務を考慮する必要はないとした。
以上のことから、無人島の領有権を取得できる先占が成立する条件として、発見だけでなく領有意思の有効な表示と実効的占有が必要であり、島を最初に発見したスペインおよびメキシコではなく領有意思を最初に表明したフランスにあるとした。